# Gardeniopsis
Gardeniopsis es un género de plantas con flores perteneciente a la familia de las rubiáceas. Incluye una sola especie: Gardeniopsis longifolia Miq. (1869).
Es nativo de Malasia.